# 張忠 (光緒進士)
張忠（?—?），雲南省大理府太和縣人，清朝政治人物、進士出身。
光緒二十年（1894年），参加光緒甲午科殿試，登進士二甲110名。同年五月，以主事分部学习。